# Frederick Middleton
Pour les articles homonymes, voir Middleton.
Sir Frederick Dobson Middleton (4 novembre 1825 - 25 janvier 1898) est un général britannique qui sert dans tout l'empire, et en particulier durant la Rébellion du Nord-Ouest en 1885.

## Biographie
Il est chef de la milice coloniale du Canada entre 1884 et 1890. Défait lors de la bataille de Fish Creek, il démontre néanmoins ses capacités d'officier en écrasant les Métis lors de la bataille de Batoche qui suit. Il est fait chevalier par la Reine Victoria en 1885 pour son action pendant la guerre (il reçoit également une médaille et 20 000 $).
Convoqué en 1890 devant le comité parlementaire, Middleton sera accusé d'avoir volé des fourrures aux Métis d'une valeur estimée de plus de 5 000 dollars, ce à quoi il répondra qu'en tant que commandant, il lui était permis de faire à sa guise, dans la limite du raisonnable. Il démissionnera quelques mois plus tard de son poste de commandant de la Milice canadienne.